# Galei (druktechniek)

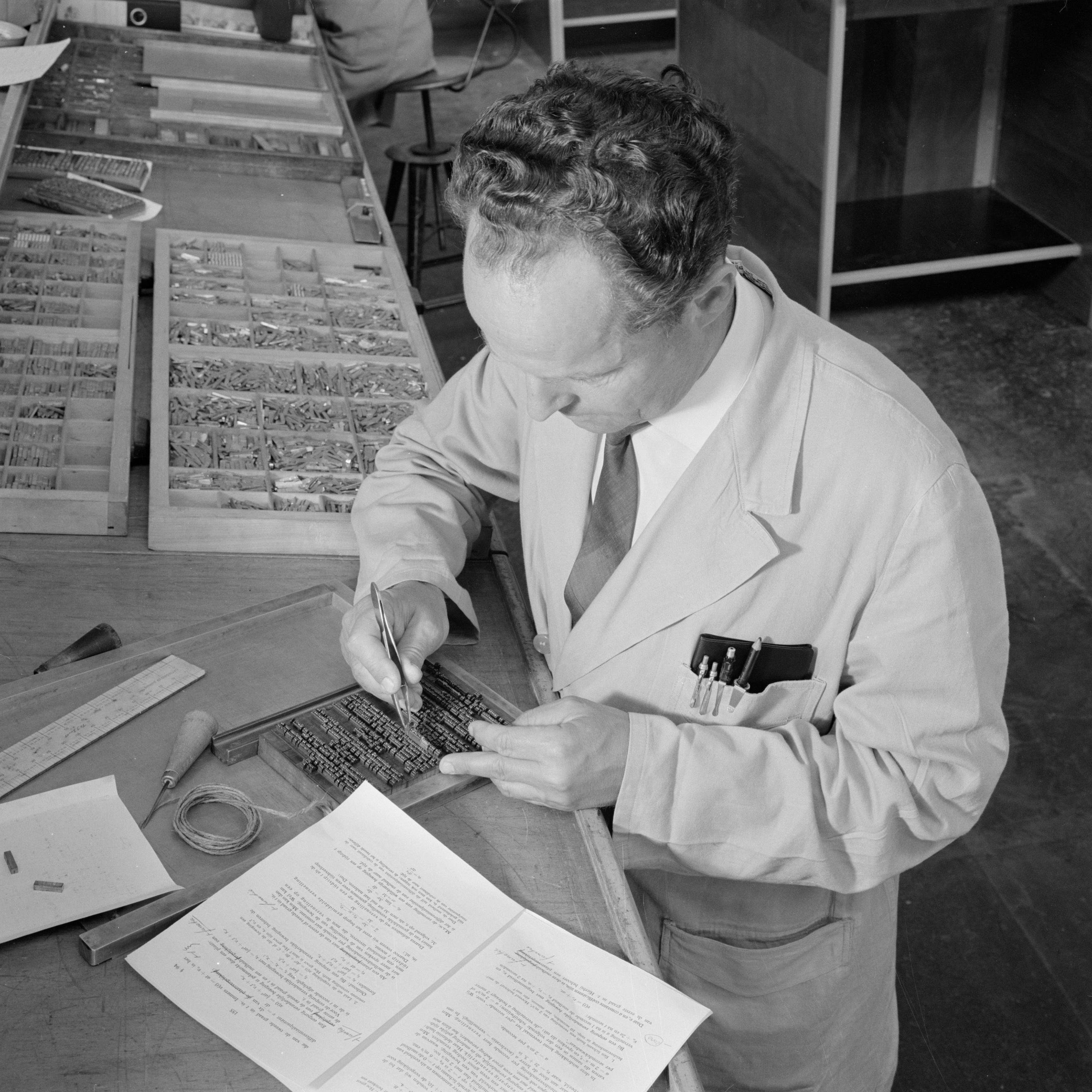
Fouten verwijderen met een correctietang (pincet) na een galeiproef. Uitgeverij Wolters, 1965.

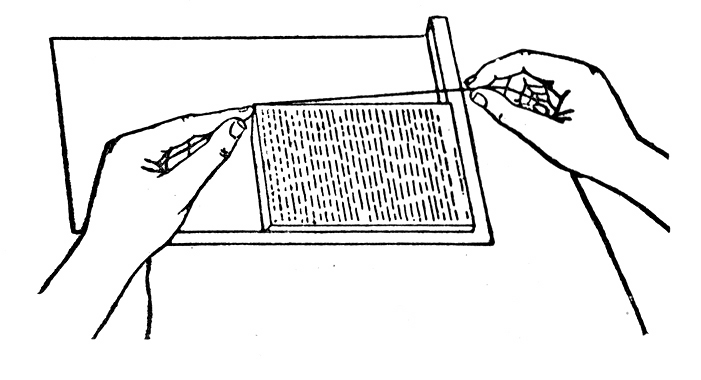
Het opbinden van het zetsel

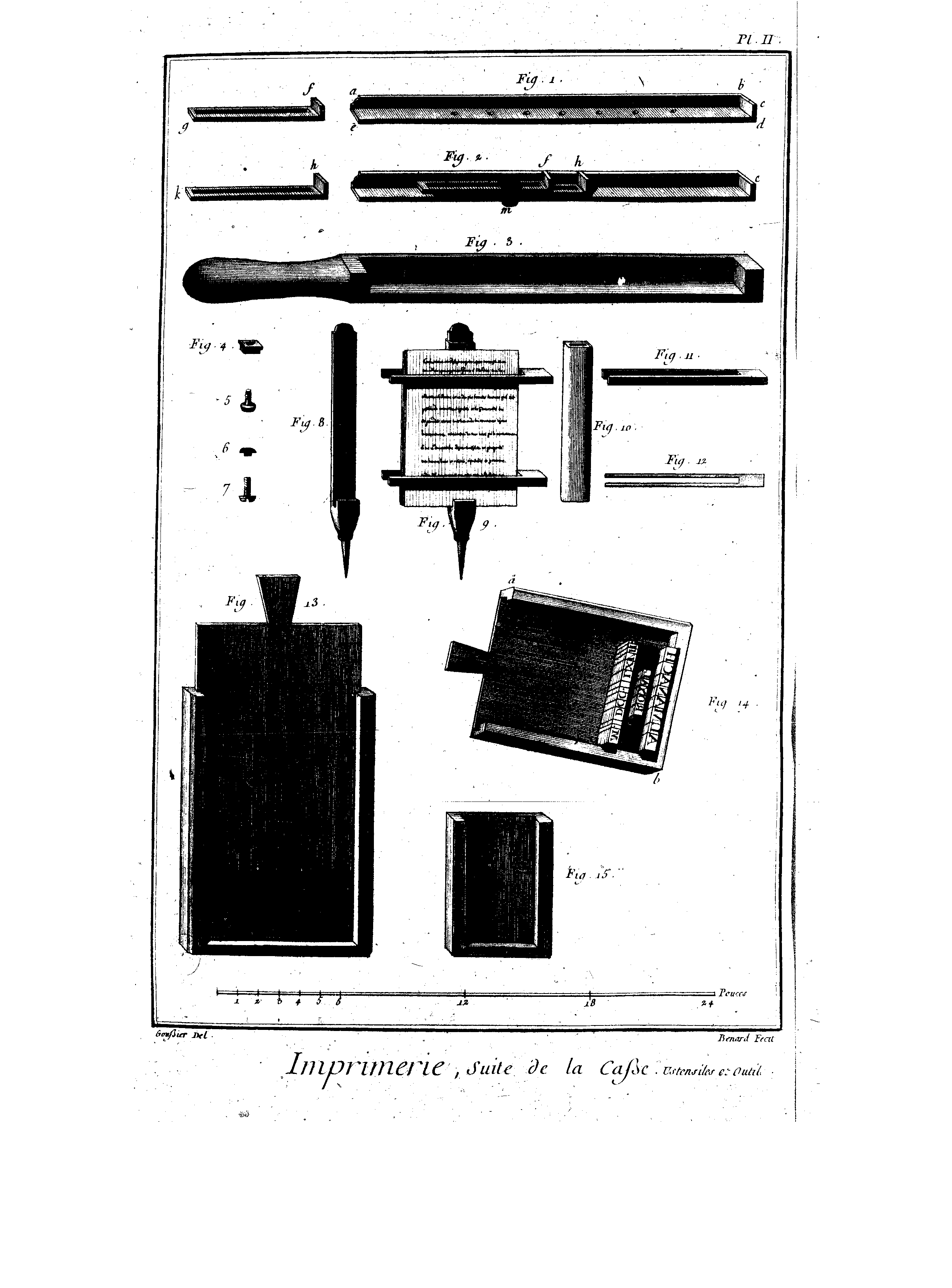
Zethaken en galeien in de Encyclopédie van Diderot en d'Alembert, 1769. In de houder met tekst leest de zetter zijn zetwerk.

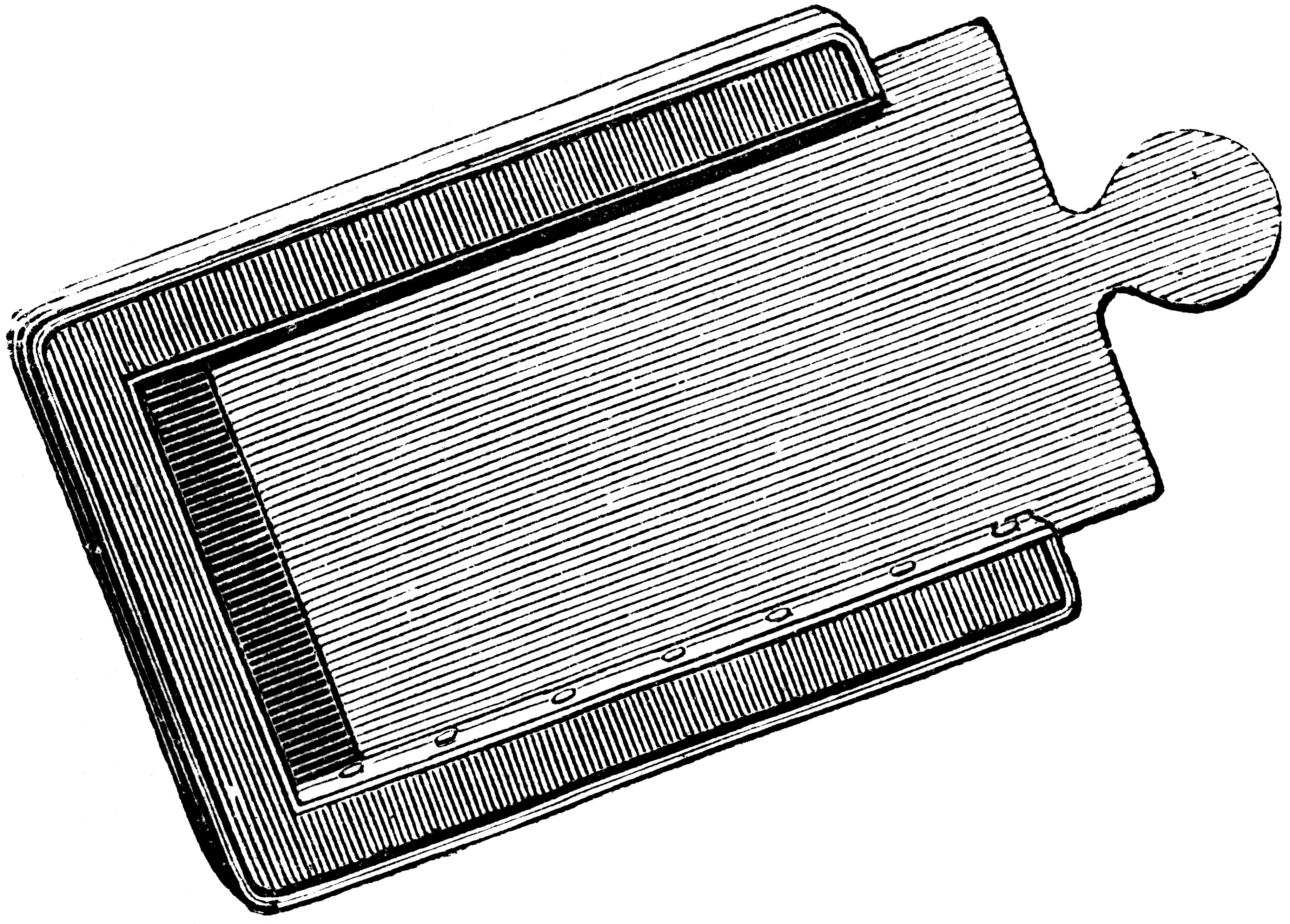
Schuifgalei, gravure uit de Brockhaus-encyclopedie van 1883. De arceringen zijn geen onderdeel van de galei, maar een effect van de graveertechniek.

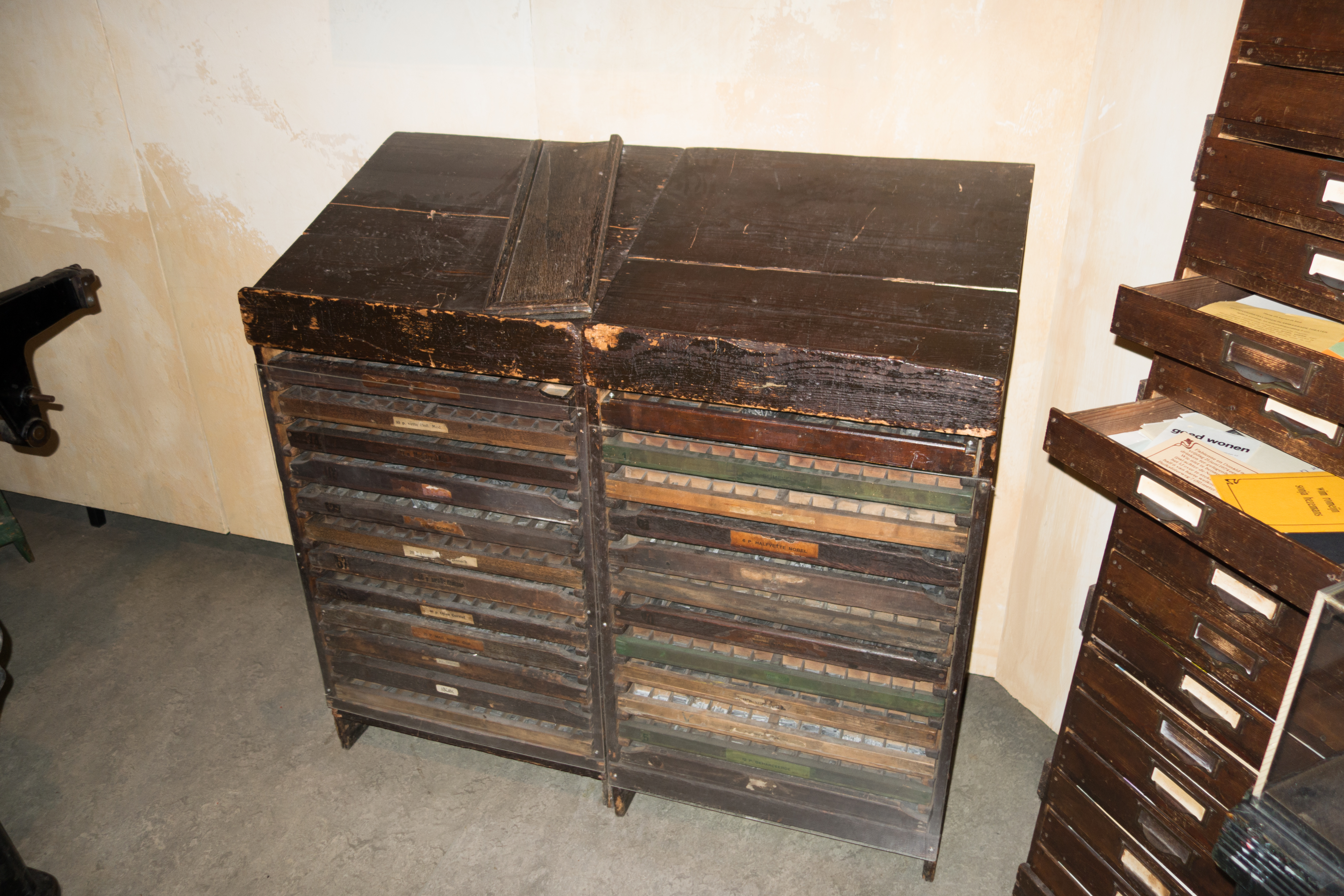
Letterkasten met een kolommengalei

Een galei is een hulpmiddel bij het loodzetten van tekst. Het is een plaat die ruimte biedt voor het zetwerk voor een bladzijde of een deel daarvan. De term duidt gewoonlijk op handgereedschap waarop de regels uit de zethaak samengevoegd worden. Na controle op zetfouten gaan ze naar de drukpers, vaak een speciale pers voor proefdrukken.
Al in de 16e eeuw werd de galei beschreven en tot in de tweede helft van de 20e eeuw was zij gangbaar bij het handzetten. Die werkwijze is  verdrongen door zetmachines en offsetdruk, zodat de galei alleen nog kleinschalig ingezet wordt.
Er zijn in de zetterij en de lettergieterij ook andere gereedschappen die soms als galei aangeduid worden.

## Geschiedenis
De werkwijze met letterkast, zethaak en galei is al meer dan 4½ eeuw oud en wordt beschreven in een boekje dat in 1567 uitgegeven is door de beroemde drukker Christoffel Plantijn. Het bestaat uit dialogen in een Franse en Middelnederlandse versie en was bedoeld om kinderen Frans te leren, maar is bekend geworden door een van de dialogen. De meeste sluiten aan bij de leefwereld van kinderen of behandelen educatieve onderwerpen, maar de laatste gaat over kalligrafie en boekdrukkunst. Het is een van de oudste teksten over druktechniek en mogelijk schreef Plantijn de Franse versie van deze dialoog zelf. In de 16e-eeuwse tekst wordt de galei aangeduid als galere of galeye.
De archivaris Jan Willem Enschedé, uit het drukkersgeslacht, voorzag deze dialoog in 1907 van een toelichting en merkte enkele verschillen met de latere werkwijze op. De verdeling van het zetsel over de pagina's wordt in Plantijns beschrijving met het drukraam (de kooi) bepaald wanneer het werk persklaar wordt gemaakt. In de negentiende en twintigste eeuw werd dat ettelijke werkgangen eerder gedaan met de galei. Verder hield Plantijn de kanttekeningen buiten het normale zetwerk.
G. Ghy hebt my redelick ghepaeyt aengaende dit stuck Segt nu, belieuet v. wat van de forme.
E. Alsmen eenich boeck drucken wilt, soo gheeftmen dê Setter de copye, die voegt de letteren by een, waeraf elck besonder ende by liaei soorte ligt in de casse, die soo veel cleine caskens heeft, alsser soorten van letteren syn.
G. Nu verstae ickt.

E. Hy steect de copye daer hy uyt setten wilt, in t'visorie, dwelck is een lanckachtich hout, daer sy vast inne blyft : ende vreesende datse mocht om slaen, oft uyt waeyen, soo sluyt hyse met een tenakel, dat is een ander ghespleten hout, stekende lacx ouer dweers, ende beide de copye ende t'visorie vast houdende. Terstont neemt hy synen sethaeck, dat is oock een hout daer hy de reghelen mede past ende ghelyck maect, alle van eenre mate, ende setse allencxkens neder in de galeye, daer de pagie eerst voleyndt wordt.— Vlaamsche drukkerswoorden in 1567
De laatste alinea houdt in: De zetter steekt zijn kopij in een manuscripthouder, die bestaat uit tenakel en divisorium, en pakt zijn houten zethaak. Daar past hij de regels mee af en hij zet ze steeds over in de galei, waarin de pagina voltooid wordt.

## Werkwijze
Bij zijn werk staat de zetter gewoonlijk de hele dag aan de bok met de letterkasten, wat zeer belastend is. Blijkens de normen van de Duitse NAGRA (Normenausschuss für das grafische Gewerbe, 'Normencommissie voor de grafische industrie') werd dit wel erkend. Vanaf 1940 werden er speciale zettersmeubels ontwikkeld met alle materiaal gerangschikt rond de zetter en soms voorzien van stangen waarop een stoel kon glijden en draaien. Deze meubels werden niet algemeen toegepast en het bleef gebruikelijk om te staan. Kort na de publicatie van deze norm verdween het beroep van handzetter.
De handzetter ordent letters met de zethaak tot regels en voegt regels op de galei samen tot een groter geheel. Blanco delen vult hij op met zetwit om een stevig blok te krijgen. De galei wordt geleegd op borden of op vellen van stevig, kartonachtig papier, waarna het zetsel naar de eerste foutcontrole en de drukpers gebracht wordt.
Het vullen van de galei vereist handigheid:
 Heeft de zetter […] zooveel regels gezet als de letterhaak bevatten kan, dan legt hij zijn zetlinie tegen den bovensten regel en grijpt het zetsel, door met de middelvingers van beide handen de twee zijden, met de duimen den ondersten regel en met de wijsvingers de zetlinie te omvatten. Niet zonder bedenkelijk hoofdschudden van den toeschouwer, of het hem gelukken zal al de kleine staafjes bij elkaar te houden, neemt hij op deze wijze het zetsel op en brengt het op de galei.— Tekst: Boekhandel en bibliographie

— Afbeelding: Typesetting : A primer of information about working at the case, justifying, spacing, correcting, making-up, and other operations employed in setting type by hand
Normaal gesproken is de galei een plaat die wat groter is dan de bladspiegel van het zetwerk. Zetters hebben dan ook meerdere galeien voor verschillende papierformaten. Om het zetsel op zijn plaats te houden, heeft de galei aan twee of drie kanten een opstaande rand. Bij de gebruikelijke links uitgelijnde tekst legt de zetter de galei gewoonlijk ietwat naar links gedraaid op zijn hellend werkblad, zodat het gewicht van de loden letters ze naar linksonder drukt voor een strakke uitlijning. Linksonder komen de bovenkant van de bladzijde en de linkermarge samen, omdat de zetter de tekst ondersteboven en gespiegeld legt. Bij rechts uitgelijnde tekst, zoals gebruikelijk bij de Hebreeuwse en Arabisch alfabetten, wordt de galei naar rechts gedraaid. De letters moeten stevig op de galei liggen, maar als de zetter er met kracht een laatste letter of punt tussen wringt, wordt het zachte lood beschadigd, terwijl het loodschaafsel de galei of het drukwerk bevuilt. Verder moet de zetter erop letten dat de letters al in de zethaak haaks 'op hun voeten' staan en desnoods in de galei corrigeren, want een vrijwel onzichtbare afwijking in de galei geeft toch slordig drukwerk.
Voor het legen van de galei wordt het zetsel van enkele regels of een hele bladzijde strak bij elkaar gebonden met een touwtje, zodat het als een blok verplaatst kan worden. Bovenlangs de rand van de galei, die lager is dan het zetsel, windt de zetter het touw drie- à viermaal rond het voltooide zetsel om het te stabiliseren. Groot drukwerk heeft meer windingen nodig dan klein, en rondom een smalle kolom worden wiggen geplaatst voor hij veilig opgebonden kan worden. Als de galei met zetsel maar kort bewaard wordt, kan stevig elastiek in plaats van touw gebruikt worden.
Bij boekdruk worden de bladzijden vaak niet individueel bedrukt, maar in katernen. Voor octavoformaat begint zo'n katern als een groot vel papier, aan weerszijden bedrukt met acht pagina's. De drukker leegt voor elke zijde achtmaal zijn galei. Een vel voor groot octavoformaat telt in een normaal lettertype ongeveer 50 à 55 duizend tekens. De beschreven werkwijze volstaat doordat de bladzijden onafhankelijk van elkaar zijn, zodat na een ongelukje bij het zetten gewoonlijk maar een bladzijde opnieuw gedaan hoeft te worden.
Na het drukken worden de galeien opnieuw gebruikt, om het zetwerk te retourneren naar de letterkasten.

### Correcties en strokenproef
Ondanks het verdwijnen van galeien worden vroege proefdrukken nog aangeduid met termen die ernaar verwijzen. De betekenis is wel veranderd. 
Vanaf de negentiende eeuw maken drukkerijen met het zetsel uit de galei een eerste proefdruk, de galeiproef, strokenproef of slippenproef. Bij sommige types kon het zetsel in de galei blijven liggen. Bij looddruk is deze proef, met gewoonlijk veel fouten, bedoeld voor intern gebruik of voor de vaste corrector. De proefdruk met correcties en de bijbehorende galei gaan terug naar de zetter, die het touw losmaakt en met een corrigeertang of twee priemen de foute elementen verwijdert en dan vervangt. Van der Meulen raadt in zijn uitgebreide boek Boekhandel en bibliographie twee ronde priemen aan, omdat de tang of hoekige priemen het zetsel kunnen beschadigen.
Bij het vervangen van letters wordt druk uitgeoefend op delen van de tekst, wat een onregelmatige afdruk kan opleveren. De galei wordt daarom op een speciale ondergrond gelegd die de druk verdeelt. Vroeger was dit een vlak geslepen corrigeersteen die in een bed van zemelen lag, maar in Van der Meulens tijd (1883) was de steen vervangen door een geslepen metalen plaat.
Als woorden of zinsdelen verdubbeld zijn of ontbreken, worden de regels teruggezet op de zethaak en probeert de zetter te voorkomen dat de fout invloed heeft op volgende regels of zelfs volgende bladzijden, die dan helemaal opnieuw gezet zouden moeten worden. Bij fouten bovenaan de bladzijde kan het zetwit achter alinea's veel opvangen en daarnaast kan de zetter met smallere of bredere spaties werken. Een grote weglating of verdubbeling onderaan zal bij looddruk echter altijd leiden tot pijnlijke compromissen of nieuw werk aan de volgende bladzijde. 
Met het verdwijnen van loodzetwerk is de betekenis van deze termen verschoven. De Engelse term galley proof verwijst nu naar een proefdruk die de uitgever naar auteurs stuurt voor controle van het zetwerk. In het Nederlands heeft de term strokenproef of slippenproef min of meer dezelfde betekenis. Dit verwees oorspronkelijk naar de stroken die ontstaan als meerdere galeien achter elkaar afgedrukt werden, maar duidt er tegenwoordig slechts op dat de pagina-indeling nog niet vastligt. De aanduiding galeiproef is in onbruik geraakt. 

## Speciale werkwijzen

### Groter formaat
Het oppakken van groot en zwaar zetsel kan lastig of onmogelijk zijn. Daarom wordt bij grotere papierformaten de schuifgalei gebruikt; volgens de Encyclopédie van Diderot en d'Alembert vanaf quartoformaat. De schuifgalei is een variant met een tweede bodem die boven de vaste bodem ligt en met een handvat uit de galei gehaald kan worden. De zetter zet deze schuif of tong neer op de plaats waar hij zijn werk wil afleveren en houdt met een hand of arm het zetsel tegen, terwijl hij met een korte ruk de schuif wegtrekt.

### Zeer grote formaten of tijdsdruk
Krantenpagina's worden onder tijdsdruk samengesteld en kunnen vooral in broadsheetformaat tienduizenden elementen bevatten. Beide bovenstaande werkwijzen zijn dan te riskant en tijdrovend. Een gevulde galei voor een complete pagina zou bovendien letterlijk loodzwaar en onhanteerbaar zijn. Hetzelfde geldt bij aanplakbiljetten en ander groot drukwerk met veel tekst. Verder moet een krantenpagina vanwege de tijdsdruk al deels klaar zijn voor de definitieve indeling bekend is.
Aan elke pagina die snel afgeleverd moet worden werkt daarom een groep zetters, die ieder een stukje zetwerk afleveren bij de opmaker. Die voegt toe wat niet bij de broodtekst hoort, zoals koppen en noten. Hij bepaalt tevens de indeling van de pagina en bij een boek de hoofdstukindeling. Kranten konden zo de elementen nog herschikken bij onverwacht nieuws.

### Kolommen en smout
Krantendrukkerijen werken met vaste kolommen en gebruiken speciale galeien die een verdeling hebben volgens de kolombreedte van de krant. Daarin liggen koppen, onderschriften en dergelijke klaar voor de opmaker. Voor het broodzetsel worden deze galeien niet gebruikt omdat de randen een snel werkende zetter hinderen. 
Klaarliggend materiaal is ook het kenmerk van van smoutwerk. Dit is drukwerk dat deels of helemaal gestandaardiseerd is, zoals bepaalde annonces en ook overlijdensberichten, waar soms alleen de namen van de betrokkenen veranderd moeten worden. Ook lege ruimtes die enkel met zetwit gevuld moeten worden en veelgebruikte versieringen gelden als smoutwerk. 
Smoutwerk kan bewaard worden in een galei met onderverdeling, een smoutgalei. Onterecht wordt zo'n galei ook kolommengalei genoemd, maar dat is een lange, smalle galei voor het zetten van een enkele kolom.

## Uitvoering
De galei moet nauwkeurig rechthoekig zijn en de bodem volkomen vlak. Schuifgaleien hebben een handvat om de schuif uit te trekken, maar in het algemeen zijn galeien simpele rechthoekige platen met aan twee of drie zijden een rand die lager is dan het zetsel. Schuifgaleien hebben drie randen nodig voor de schuif, maar bij gewone galeien voor linkslijnend drukwerk kan de rechterrand ontbreken, bij rechtslijnend werk de linkerrand. De bovenkant, waar zich de onderkant van het drukwerk bevindt, heeft nooit een rand. Volgens de Encyclopédie hadden achttiende-eeuwse schuifgaleien een eikenhouten bodem van 13,5 tot 16 millimeter dik en een schuif van 4,5 mm, met een rand van 11 à 13,5 mm hoog. Een publicatie uit 1948 meldt dat hout haast alleen nog door krantendrukkerijen gebruikt werd. Ook schuifgaleien raakten in onbruik.
De bodem mag niet van al te hard materiaal zijn, omdat dit de fijne en kwetsbare loden letters zou beschadigen. Van der Meulen geeft zink de voorkeur boven hout, zonder aan te geven waarom. Van zink is een dunnere, lichtere en gladdere bodem te maken dan van hout, wat prettig is voor de zetter. Houten bodems hebben een rand van hout, bij zinken bodems is die van hout, ijzer of staal. 
Een Wima-galei, genoemd naar de fabrikant Willy Mayer, is een variant met aan weerszijden een aanslag die verschoven en vergrendeld kan worden. Drukwerk kan klemvast gezet worden en hoeft niet opgebonden te worden zolang het in de galei ligt.

### Formaten
Naar het bijbehorende drukwerk worden galeien aangeduid als kolommen-, octavo-, quarto- en folio-galeien. Nog grotere formaten worden, althans in het Duits, eenvoudig aangeduid als 'grote galei'.
De Duitse NAGRA, die onder andere de bekende A-papierformaten zoals A4 genormeerd heeft, had blijkens een publicatie uit 1948 ook standaardmaten voor galeien. Nummer 4a valt qua maatvoering buiten de reeks, verder verdubbelt de oppervlakte bij elk lager nummer.
| Nr. | Breedte                   | Lengte | Bodemdikte |
| --- | ------------------------- | ------ | ---------- |
| 5   | 160                       | 240    | 1,9        |
| 4   | 240                       | 320    | 1,9        |
| 4a  | 280                       | 400    | 1,9        |
| 3   | 320                       | 480    | 2,2        |
| 2   | 480                       | 640    | 2,6        |
|     | Alle maten in millimeters |        |            |

## Verwante betekenissen
Enkele werktuigen in de lettergieterij en de zetterij die een soortgelijke vorm of functie hebben, kunnen eveneens als galei aangeduid worden, bijvoorbeeld een plaat waarop de letters verzameld worden die uit een lettergietmachine komen.

### Toelichting
1. ↑  De Duitse naam betekent letterlijk: Gutenbergs kleinzoon.
2. ↑  De termen tenakel en t'visorie duiden op een manuscripthouder; met tenakel wordt een staandertje bedoeld waarop haaks het divisorium (letterlijk: verdeler) vastgezet wordt; dit is een regelwijzer die meteen het papier vastklemt. Zie deze foto voor een negentiende-eeuwse uitvoering en vergelijk ook deze afbeelding uit de Encyclopédie, waar twee divisoria gebruikt worden.

De geciteerde tekst is geen letterlijke vertaling uit het Frans; daar worden de termen visorion en mordant gebruikt. De mordant ('bijter') is het gevorkte dwarsbalkje en in modern Frans duidt visorion op de manuscripthouder als geheel.[6] De term divisorium is een valse vriend die enkel op het dwarsbalkje duidt.
3. ↑  De zetlinie is een metalen plaatje dat de zetter gebruikt om de regels op hun plaats te houden of aan te drukken.
4. ↑  De auteur van de Dictionary of the Printing [...] maakt hier een fout; zo worden de Duitse termen Spaltenschiff en Vorteilschiff als synoniem aangemerkt, terwijl de eerste bedoeld is voor een enkele kolom en dus lang en smal is, terwijl de tweede in meerdere kolommen verdeeld is.
5. ↑  De Encyclopédie geeft de maten in lignes. Een ligne of ligne parisienne is 2,2558 millimeter, gewoonlijk afgerond tot 2,26.

### Bronverwijzingen
1. ↑  Flandrica.be | Erfgoedbibliotheken online | La premiere, et la seconde partie des dialogues françois, pour les jeunes enfans = Het eerste ende tweede deel van de Françoische t'samensprekinghen. www.flandrica.be. Geraadpleegd op 23 december 2022. [dode link]
2. ↑  (en) Plantin, Christophe (1949). An Account of Calligraphy and Printing in the Sixteenth Century from Dialogues Attributed to Christopher Plantin. Liturgical Arts Society. Gearchiveerd op 23 december 2022. Geraadpleegd op 23 december 2022.
3. ↑  Enschedé, p. 210.
4. ↑  Enschedé, p. 209.
5. ↑  Enschedé, p. 179.
6. ↑  (fr) Dictionnaire de l’Académie française. www.dictionnaire-academie.fr. Académie française. Gearchiveerd op 26 december 2022. Geraadpleegd op 26 december 2022.
7. ↑  (de) Herrmann, Ralf, Manuskripthalter. Typografie.info (27 februari 2021). Gearchiveerd op 26 december 2022. Geraadpleegd op 26 december 2022.
8. ↑  van der Meulen, p. 158.
9. 1 2  (de) Genzmer, Fritz, Das Handwerkszeug und die Utensilien. Verlag des Druckhauses Tempelhof (na 1948). Gearchiveerd op 10 januari 2023. Geraadpleegd op 26 december 2022 – via Gedeeltelijke overdruk van Das Buch des Setzers : Kurzgefaßtes Lehr- und Handbuch für den Schriftsetzer van Fritz Genzmer, in een latere editie dan de zesde druk.
10. 1 2  van der Meulen, p. 160.
11. 1 2 3  The Project Gutenberg eBook of Typesetting, by A. A. Stewart.. Project Gutenberg. Gearchiveerd op 3 juni 2023. Geraadpleegd op 22 december 2022.
12. 1 2 3 4  Genzmer, p. 16.
13. 1 2  (de) SETZSCHIFF - Definition und Synonyme von Setzschiff im Wörterbuch Deutsch. educalingo.com. Gearchiveerd op 27 december 2022. Geraadpleegd op 27 december 2022.
14. ↑  drukproef. Algemeen letterkundig lexicon. Gearchiveerd op 28 mei 2022. Geraadpleegd op 22 december 2022 – via DBNL.
15. ↑  van der Meulen, p. 163–165.
16. ↑  Galley Proof. TheFreeDictionary.com. Gearchiveerd op 12 juli 2023. Geraadpleegd op 23 december 2022.
17. ↑  (en) AIP Style Manual : 4th Edition p 11. American lnstitute of Physics (1997). Gearchiveerd op 23 december 2022. Geraadpleegd op 23 december 2022.
18. ↑  Strokenproef - de betekenis volgens Reclame woordenboek. www.ensie.nl. Gearchiveerd op 24 december 2022. Geraadpleegd op 24 december 2022.
19. ↑  Grothe, D. (1866). Mechanische technologie ten dienste van het middelbaar onderwijs: een leerboek voor fabriekanten en industriëelen en een leesboek voor beschaafden. Noorduyn. Gearchiveerd op 12 juli 2023.
20. ↑  DBNL, De drukkerstermen smout, smoutwerk enz., Tijdschrift voor Nederlandse Taal- en Letterkunde. Jaargang 38. DBNL. Gearchiveerd op 27 december 2022. Geraadpleegd op 27 december 2022.
21. 1 2  (en) Wijnekus, F. J. M. (22 oktober 2013). Dictionary of the Printing and Allied Industries: In English (with definitions), French, German, Dutch, Spanish and Italian. Elsevier. ISBN 978-1-4832-8984-7. Gearchiveerd op 12 juli 2023.
22. ↑  (fr) GALÉE, ustensile d’Imprimerie. Encyclopédie (1757). Gearchiveerd op 27 december 2022. Geraadpleegd op 26 december 2022 – via l'Édition numérique collaborative et critique de l'Encyclopédie.
23. ↑  Genzmer, p. 202.
24. ↑  van der Meulen, p. 151.